# Basapur(M), Kushtagi
Basapur(M) là một làng thuộc tehsil Kushtagi, huyện Koppal, bang Karnataka, Ấn Độ.